# مؤمل بن امیل
مَؤمِّل بن اُمَیْل محاربی (؟ -۸۰۵) شاعر عرب کوفی بود که غزل‌های لطیفِ میانه‌ارج از او مانده است؛ و عصر اموی رادرک کرد و در عصر عباسی شهرت یافت؛ از این رو مخضرم دانسته می‌شود. در پایان عمر نابینا، نحیف و زردروی شد.